# Piazza dei Cavalieri
Piazza dei Cavalieri er en plads i byen Pisa i regionen Toscana, Italien. Det er den anden af byens hovedpladser. Det har været centrum for det politiske liv i byen i middelalderen. Efter midten af 1550-tallet blev den hovedkvarter for Sankt Stefans orden. I dag er det et vigtigt sted for uddannelse, da Scuola Normale di Pisa ligger her.

## Bygninger
Pladsen rummer flere berømte bygninger:
- Santo Stefano dei Cavalieri (kirke)
- Palazzo della Carovana
- Statue af Cosimo I
- Palazzo dell'Orologio
- Chiesa di San Rocco (kirke)
- Palazzo del Collegio Puteano
- Palazzo del Consiglio dei Dodici
- Canonica
- Torre dei Gualandi (tårn)